# Kugeldifferential

Explosionszeichnung

Das Kugeldifferential ist eine besondere Form von Differentialen und wird fast ausschließlich im Modellbau verwendet, da es bei zu großen Leistungen zu schnell verschleißt.

## Aufbau und Funktion
Die eigentliche Differentialwirkung wird dadurch erzeugt, dass zwei Platten 
gegeneinandergedrückt werden, zwischen denen sich Kugeln befinden, welche unter der Vorspannung abrollen können. Die Krafteinleitung geschieht dabei zentral auf den Kugelkäfig
(z. B. durch Riemen, Kette oder Zahnrad). Wenn man nun die Druckkraft der Platten zueinander erhöht, wird die Sperrwirkung des Differentiales größer, da die Reibung der Kugeln gegen die Platten vergrößert wird. Wenn die Druckkraft verringert wird, ist die Sperrwirkung kleiner, gleichzeitig kann aber auch weniger Motordrehmoment übertragen werden.

## Wartung
Wenn die Kugeln mit der Zeit eine große Rille in die Platten geschliffen haben,
sollte man diese austauschen, da durch die Rillenbildung die Reibung und somit auch die Sperrwirkung erhöht wird.
Wenn die Platten so lose sind, dass das Differential bei der Fahrt ein Kreischgeräusch
bildet, sollte man sie (ein wenig) fester drehen.